# محاري أغبس
محاري أغبس (الاسم العلمي: Pleurotus fuscus) هو نوع من الفطريات يتبع جنس المحاري من فصيلة المحارية